# Liste de sondages sur les élections fédérales canadiennes de 2025
Cette page dresse la liste des sondages d'opinion relatifs aux élections fédérales canadiennes de 2025.

Évolution des intentions de vote depuis le 20 septembre 2021
Parti libéral du Canada
Parti conservateur du Canada
Nouveau parti démocratique
Bloc québécois
Parti vert du Canada
Parti populaire du Canada

## Avant le déclenchement des élections
| Dernier jour du sondage | PCC | PLC | NPD | Bloc | Vert | PPC | Autres | Sondeur | Source | Écart |
| ----------------------- | --- | --- | --- | --- | --- | --- | --- | --- | --- | --- |
| Dernier jour du sondage | | | | | | | | Sondeur | Source | Écart |
| 14 mars 2025            | Mark Carney est assermenté comme premier ministre du Canada                                                                      | Mark Carney est assermenté comme premier ministre du Canada                                                                      | Mark Carney est assermenté comme premier ministre du Canada                                                                      | Mark Carney est assermenté comme premier ministre du Canada                                                                      | Mark Carney est assermenté comme premier ministre du Canada                                                                      | Mark Carney est assermenté comme premier ministre du Canada                                                                      | Mark Carney est assermenté comme premier ministre du Canada                                                                      | Mark Carney est assermenté comme premier ministre du Canada                                                                      | Mark Carney est assermenté comme premier ministre du Canada                                                                      | Mark Carney est assermenté comme premier ministre du Canada                                                                      |
| 14 mars 2025            | 35 | 39 | 12 | 5 | 5 | 2 | 2 | Liaison Strategies | [ 1 ] | 4 |
| 14 mars 2025            | 35.3 | 34.1 | 16.0 | 7.9 | 3.8 | 1.9 | NC | Nanos Research | [ 2 ] | 1.2 |
| 13 mars 2025            | 39 | 33 | 13 | 7 | 4 | 3 | 0 | Innovative Research | [ 3 ] | 6 |
| 13 mars 2025            | 34 | 38 | 13 | 6 | 6 | 2 | 2 | Liaison Strategies | [ 4 ] | 4 |
| 13 mars 2025            | 37 | 40 | 12 | 6 | 2 | 2 | 1 | Léger | [ 5 ] | 3 |
| 13 mars 2025            | 31.8 | 49.5 | 8.0 | 5.0 | 2.0 | 2.5 | 1.1 | Ekos | [ 6 ] | 17.7 |
| 13 mars 2025            | 39 | 41 | 8 | 6 | 2 | 3 | 2 | Mainstreet Research | [ 7 ] | 2 |
| 12 mars 2025            | 38 | 34 | 15 | 7 | 4 | 2 | 1 | Abacus Data | [ 8 ] | 4 |
| 11 mars 2025            | 33.3 | 42.3 | 12.8 | 4.2 | 2.9 | 4.0 | 0.5 | Ekos | [ 6 ] | 9.0 |
| 10 mars 2025            | 37 | 37 | 11 | 6 | 5 | 2 | 2 | Léger | [ 9 ] | 0 |
| 9 mars 2025             | Mark Carney est élu chef du Parti Libéral                                                                                        | Mark Carney est élu chef du Parti Libéral                                                                                        | Mark Carney est élu chef du Parti Libéral                                                                                        | Mark Carney est élu chef du Parti Libéral                                                                                        | Mark Carney est élu chef du Parti Libéral                                                                                        | Mark Carney est élu chef du Parti Libéral                                                                                        | Mark Carney est élu chef du Parti Libéral                                                                                        | Mark Carney est élu chef du Parti Libéral                                                                                        | Mark Carney est élu chef du Parti Libéral                                                                                        | Mark Carney est élu chef du Parti Libéral                                                                                        |
| 9 mars 2025             | 41 | 31 | 14 | 6 | 4 | 3 | 1 | Innovative Research | [ 10 ] | 10 |
| 7 mars 2025             | 35.7 | 34.7 | 14.9 | 7.9 | 3.8 | 2.1 | NC | Nanos Research | [ 11 ] | 1.0 |
| 5 mars 2025             | 35.5 | 40.7 | 12.8 | 5.3 | 3.2 | 1.3 | 1.3 | Ekos | [ 12 ] | 5.2 |
| 2 mars 2025             | 43 | 30 | 13 | 6 | 4 | 2 | 2 | Léger | [ 13 ] | 13 |
| 28 février 2025         | 38 | 31 | 16 | 6 | 5 | 3 | 1 | Innovative Research | [ 14 ] | 7 |
| 28 février 2025         | 36.5 | 34.3 | 15.3 | 7.7 | 3.7 | 2.1 | NC | Nanos Research | [ 15 ] | 2.2 |
| 25 février 2025         | 41 | 29 | 14 | 6 | 4 | 3 | 1 | Abacus Data | [ 16 ] | 12 |
| 24 février 2025         | 36 | 38 | 12 | 6 | 4 | 3 | 1 | Ipsos | [ 17 ] | 2 |
| 24 février 2025         | 39 | 30 | 16 | 6 | 6 | 2 | 0 | Innovative Research | [ 18 ] | 9 |
| 24 février 2025         | 37.0 | 38.4 | 11.8 | 4.2 | 4.2 | 3.1 | 1.4 | Ekos | [ 19 ] | 1.4 |
| 24 février 2025         | 42 | 32 | 11 | 8 | 4 | 2 | 0 | Pollara | [ 20 ] | 10 |
| 23 février 2025         | 38 | 35 | 14 | 7 | 4 | 2 | 1 | Léger | [ 21 ] | 3 |
| 21 février 2025         | 36.9 | 33.3 | 16.0 | 7.9 | 3.5 | 1.9 | NC | Nanos Research | [ 22 ] | 3.6 |
| 17 février 2025         | 41 | 33 | 11 | 6 | 3 | 3 | 1 | Léger | [ 23 ] | 8 |
| 17 février 2025         | 40 | 27 | 16 | 9 | 4 | 3 | 0 | Innovative Research | [ 24 ] | 13 |
| 14 février 2025         | 38.6 | 31.5 | 14.9 | 8.0 | 4.4 | 2.1 | NC | Nanos Research | [ 25 ] | 7.1 |
| 13 février 2025         | 39 | 36 | 11 | 10 | 2 | 2 | 1 | Mainstreet Research | [ 26 ] | 3 |
| 13 février 2025         | 38.8 | 33.8 | 15.0 | 5.0 | 3.5 | 2.8 | 1.1 | Ekos | [ 27 ] | 5.0 |
| 12 février 2025         | 45 | 25 | 17 | 8 | 4 | 3 | 0 | Abacus Data | [ 28 ] | 20 |
| 11 février 2025         | 46 | 27 | 15 | 7 | 3 | 3 | 1 | Abacus Data | [ 28 ] | 19 |
| 10 février 2025         | 40 | 31 | 14 | 7 | 6 | 2 | 2 | Léger | [ 29 ] | 9 |
| 7 février 2025          | 40 | 27 | 16 | 7 | 6 | 3 | 0 | Innovative Research | [ 30 ] | 13 |
| 7 février 2025          | 38.3 | 30.1 | 16.4 | 7.8 | 4.8 | 2.0 | NC | Nanos Research | [ 31 ] | 8.2 |
| 6 février 2025          | 39.6 | 33.7 | 11.9 | 7.2 | 2.5 | 3.3 | 1.8 | Pallas Data | [ 32 ] | 5.9 |
| 3 février 2025          | 41 | 28 | 16 | 9 | 3 | 3 | 0 | Ipsos | [ 33 ] | 13 |
| 31 janvier 2025         | 41.6 | 26.2 | 17.3 | 7.3 | 5.5 | 1.9 | NC | Nanos Research | [ 34 ] | 15.4 |
| 29 janvier 2025         | 33.9 | 32.0 | 18.0 | 7.6 | 4.9 | 3.4 | 0.2 | Ekos | [ 35 ] | 1.9 |
| 27 janvier 2025         | 35.7 | 32.7 | 13.1 | 7.1 | 4.9 | 4.7 | 1.9 | Ekos | [ 35 ] | 3.0 |
| 26 janvier 2025         | 43 | 25 | 16 | 9 | 4 | 2 | 1 | Léger | [ 36 ] | 18 |
| 26 janvier 2025         | 43 | 22 | 18 | 9 | 5 | 3 | 0 | Abacus Data | [ 37 ] | 21 |
| 24 janvier 2025         | 42.0 | 24.9 | 18.0 | 7.4 | 5.6 | 1.8 | NC | Nanos Research | [ 38 ] | 17.1 |
| 21 janvier 2025         | 38.5 | 31.7 | 14.2 | 7.1 | 3.2 | 3.1 | 2.1 | Ekos | [ 39 ] | 6.8 |
| 17 janvier 2025         | 45.2 | 20.8 | 18.7 | 7.7 | 5.3 | 1.9 | NC | Nanos Research | [ 40 ] | 24.4 |
| 16 janvier 2025         | 39.0 | 28.0 | 17.4 | 7.4 | 4.5 | 2.5 | 1.2 | Ekos | [ 41 ] | 11.0 |
| 15 janvier 2025         | 45 | 26 | 13 | 8 | 4 | 3 | 2 | Mainstreet Research | [ 42 ] | 19 |
| 14 janvier 2025         | 46 | 20 | 19 | 8 | 4 | 3 | 0 | Abacus Data | [ 43 ] | 26 |
| 13 janvier 2025         | 47 | 21 | 17 | 8 | 4 | 2 | 1 | Léger | [ 44 ] | 26 |
| 10 janvier 2025         | 47.0 | 19.6 | 17.9 | 7.7 | 5.2 | 2.0 | NC | Nanos Research | [ 45 ] | 27.4 |
| 8 janvier 2025          | 45 | 21 | 16 | 9 | 4 | 4 | NC | Relay Strategies | [ 46 ] | 24 |
| 8 janvier 2025          | 41.6 | 25.8 | 16.7 | 6.8 | 4.8 | 2.5 | 1.9 | Ekos | [ 47 ] | 15.8 |
| 7 janvier 2025          | 47 | 20 | 18 | 8 | 3 | 3 | 0 | Abacus Data | [ 48 ] | 27 |
| 7 janvier 2025          | 46 | 20 | 17 | 9 | 2 | 4 | 2 | Ipsos | [ 49 ] | 26 |
| 6 janvier 2025          | 42.0 | 25.3 | 17.6 | 8.6 | 3.5 | 1.3 | 1.7 | Pallas Data | [ 50 ] | 16.7 |
| 6 janvier 2025          | Justin Trudeau annonce sa démission comme chef du Parti Libéral et comme Premier Ministre, déclenchant une course à la chefferie | Justin Trudeau annonce sa démission comme chef du Parti Libéral et comme Premier Ministre, déclenchant une course à la chefferie | Justin Trudeau annonce sa démission comme chef du Parti Libéral et comme Premier Ministre, déclenchant une course à la chefferie | Justin Trudeau annonce sa démission comme chef du Parti Libéral et comme Premier Ministre, déclenchant une course à la chefferie | Justin Trudeau annonce sa démission comme chef du Parti Libéral et comme Premier Ministre, déclenchant une course à la chefferie | Justin Trudeau annonce sa démission comme chef du Parti Libéral et comme Premier Ministre, déclenchant une course à la chefferie | Justin Trudeau annonce sa démission comme chef du Parti Libéral et comme Premier Ministre, déclenchant une course à la chefferie | Justin Trudeau annonce sa démission comme chef du Parti Libéral et comme Premier Ministre, déclenchant une course à la chefferie | Justin Trudeau annonce sa démission comme chef du Parti Libéral et comme Premier Ministre, déclenchant une course à la chefferie | Justin Trudeau annonce sa démission comme chef du Parti Libéral et comme Premier Ministre, déclenchant une course à la chefferie |
| 5 janvier 2025          | 47 | 21 | 15 | 10 | 3 | 2 | 1 | Research Co. | [ 51 ] | 26 |
| 3 janvier 2025          | 45.2 | 22.5 | 16.4 | 7.7 | 5.0 | 2.8 | NC | Nanos Research | [ 52 ] | 22.7 |
| 30 décembre 2024        | 45 | 16 | 21 | 11 | 1 | 3 | 2 | Angus Reid | [ 53 ] | 24 |
| 27 décembre 2024        | 46.6 | 21.3 | 16.6 | 7.6 | 2.7 | 5.0 | NC | Nanos Research | [ 54 ] | 25.3 |